# مکس دیوش
مکس دیوش (انگلیسی: Max Dyche؛ زادهٔ ۲۲ فوریهٔ ۲۰۰۳) بازیکن فوتبال است.